# Brilliant Adventure (1992–2001)
| Совокупная оценка | Совокупная оценка |
| Источник          | Оценка            |
| ----------------- | ----------------- |
| Metacritic        | 81/100            |
| Оценки критиков   |                   |
| Источник          | Оценка            |
| AllMusic          | [ 2 ]             |
| Pitchfork         | 7.6/10            |
| Record Collector  | [ 4 ]             |

Brilliant Adventure (1992—2001) (с англ. — «Блестящее приключение») — бокс-сет британского рок-музыканта Дэвида Боуи, выпущенный в ноябре 2021 года на лейбле Parlophone. Бокс-сет содержит альбомы Боуи выпущенные в период с 1992 по 2001 год, который аналитики, как правило, считают творческим возрождением музыканта после его коммерчески успешной, но критуемой за «попсовость» карьеры в 1980-х. Тем не менее, создателями бокс-сета был полностью проигнорирован период Боуи в группе Tin Machine (с 1988 по 1992 годы). Сборник состоит из одиннадцати CD или всемнадцати грампластинок, в зависимости от формата издания. Эксклюзивами бокс-сета являются концертный альбом BBC Radio Theatre, демонстрирующий полную версию выступления музыканта 2000 года (ранее выпускалось в отредактированном варианте на сборнике Bowie at the Beeb), а также а также сборник Re:Call5, содержащий внеальбомные песни, синглы, би-сайды и материал из саундтреков.
Бок-сет содержит оновлённые версии альбомов Black Tie White Noise, The Buddha of Suburbia, Outside, Earthling и ‘hours…’, с ремастированным материалом. Также в нём фигурирует финальная версия Toy, альбома с перезаписанными песнями раннего периода Боуи, который первоначально должен был быть выпущен в 2001 году, но был «убран в стол», так как лейб Virgin Records счёл его потенциальным провалом. Альтернативная версия Toy, содержащая прототипы песен «Slip Away» и «Afraid» с альбома Heathen (но без композиций «Can’t Help Thinking About Me» и «Karma Man»), в 2011 году просочилась в интернет. Toy был выпущен не только в бокс-сете, 7 января 2022 состоялся расширенный релиз из трех компакт-дисков под названием Toy: Box, включавший альтернативные миксы и разоичные отрывки песен. Обе версии имеют обложку, изначально предложенную Боуи для первоначального релиза, на которой изображено его взрослое лицо, наложенное на одну из его детских фотографий.
К бокс-сету прилагается эксклюзивная книга (84 страниц в издании на CD и 128 страниц — виниле) с редкими фотографиями музыканта, а также фото памятных вещей Боуи этого периода, воспоминания сопродюсеров артиста — Брайана Ино, Найла Роджерса, Ривза Гэбрелса и Марка Плати, а также интервью с Эрдалом Кызылчаем, который также активно сотрудничал с Боуи в 1990-х.

## Список композиций

### Black Tie White Noise(ремастированная версия 2021 года)
Слова и музыка всех песен — написаны Дэвидом Боуи, за исключением отмеченных.
| №                   | Название                                          | Текст песни                             | Музыка              | Длительность |
| ------------------- | ------------------------------------------------- | --------------------------------------- | ------------------- | ------------ |
| 1.                  | «The Wedding»                                     | инструментальная композиция             |                     | 5:04         |
| 2.                  | «You’ve Been Around»                              |                                         | Боуи, Ривз Гэбрелс  | 4:45         |
| 3.                  | «I Feel Free» (при участии Мик Ронсон)            | Пит Браун                               | Джек Брюс           | 4:52         |
| 4.                  | «Black Tie White Noise» (при участии Al B. Sure!) |                                         |                     | 4:52         |
| 5.                  | «Jump They Say»                                   |                                         |                     | 4:22         |
| 6.                  | «Nite Flights»                                    | Скотт Уокер                             | Engel               | 4:30         |
| 7.                  | «Pallas Athena»                                   |                                         |                     | 4:40         |
| 8.                  | «Miracle Goodnight»                               |                                         |                     | 4:14         |
| 9.                  | «Don’t Let Me Down & Down»                        | Тара Минт Хембара, пер. Мартина Вальмон | Hembara             | 4:55         |
| 10.                 | «Looking for Lester»                              | инструментальная композиция             | Боуи, Найл Роджерс  | 5:36         |
| 11.                 | «I Know It’s Gonna Happen Someday»                | Моррисси                                | Марк Э. Невин       | 4:14         |
| 12.                 | «The Wedding Song»                                |                                         |                     | 4:29         |
| Общая длительность: | Общая длительность:                               | Общая длительность:                     | Общая длительность: | 56:33        |

### The Buddha of Suburbia(ремастированная версия 2021 года)
Слова и музыка всех песен — Дэвид Боуи.
| №                   | Название                                                       | Длительность |
| ------------------- | -------------------------------------------------------------- | ------------ |
| 1.                  | «The Buddha of Suburbia»                                       | 4:28         |
| 2.                  | «Sex and the Church»                                           | 6:25         |
| 3.                  | «South Horizons»                                               | 5:26         |
| 4.                  | «The Mysteries»                                                | 7:12         |
| 5.                  | «Bleed Like a Craze, Dad»                                      | 5:22         |
| 6.                  | «Strangers When We Meet»                                       | 4:58         |
| 7.                  | «Dead Against It»                                              | 5:48         |
| 8.                  | «Untitled No. 1»                                               | 5:01         |
| 9.                  | «Ian Fish, U.K. Heir»                                          | 6:27         |
| 10.                 | «The Buddha of Suburbia (при участии Ленни Кравица на гитаре)» | 4:19         |
| Общая длительность: | Общая длительность:                                            | 55:26        |

### Outside(ремастированная версия 2021 года)
Все тексты написаны Дэвидом Боуи.
| №                   | Название                                      | Музыка                                                                         | Поётся от лица персонажа                 | Длительность |
| ------------------- | --------------------------------------------- | ------------------------------------------------------------------------------ | ---------------------------------------- | ------------ |
| 1.                  | «Leon Takes Us Outside»                       | Боуи, Брайан Ино, Ривз Гэбрелс, Майк Гарсон, Эрдал Кызылчай, Стерлинг Кэмпбелл | Leon Blank                               | 1:25         |
| 2.                  | «Outside»                                     | Боуи, Кевин Армстронг                                                          | prologue                                 | 4:04         |
| 3.                  | «The Hearts Filthy Lesson»                    | Боуи, Ино, Гэбрелс, Гарсон, Кызылчай, Кэмпбелл                                 | Detective Nathan Adler                   | 4:57         |
| 4.                  | «A Small Plot of Land»                        | Боуи, Ино, Гэбрелс, Гарсон, Кызылчай, Кэмпбелл                                 | The residents of Oxford Town, New Jersey | 6:36         |
| 5.                  | «Segue – Baby Grace (A Horrid Cassette)»      | Боуи, Ино, Гэбрелс, Гарсон, Кызылчай, Кэмпбелл                                 | Baby Grace Blue                          | 1:39         |
| 6.                  | «Hallo Spaceboy»                              | Боуи, Ино                                                                      | Paddy                                    | 5:14         |
| 7.                  | «The Motel»                                   | Боуи                                                                           | Leon Blank                               | 6:49         |
| 8.                  | «I Have Not Been to Oxford Town»              | Боуи, Ино                                                                      | Leon Blank                               | 3:47         |
| 9.                  | «No Control»                                  | Боуи, Ино                                                                      | Detective Nathan Adler                   | 4:33         |
| 10.                 | «Segue – Algeria Touchshriek»                 | Боуи, Ино, Гэбрелс, Гарсон, Кызылчай, Кэмпбелл                                 | Algeria Touchshriek                      | 2:03         |
| 11.                 | «The Voyeur of Utter Destruction (as Beauty)» | Боуи, Ино, Гэбрелс                                                             | The Artist/Minotaur                      | 4:21         |
| 12.                 | «Segue – Ramona A. Stone/I Am with Name»      | Боуи, Ино, Гэбрелс, Гарсон, Кызылчай, Кэмпбелл                                 | Ramona A. Stone and her acolytes         | 4:01         |
| 13.                 | «Wishful Beginnings»                          | Bowie, Eno                                                                     | The Artist/Minotaur                      | 5:08         |
| 14.                 | «We Prick You»                                | Боуи, Ино                                                                      | Members of the Court of Justice          | 4:33         |
| 15.                 | «Segue – Nathan Adler»                        | Боуи, Ино, Гэбрелс, Гарсон, Кызылчай, Кэмпбелл                                 | Detective Nathan Adler                   | 1:00         |
| 16.                 | «I’m Deranged»                                | Боуи, Ино                                                                      | The Artist/Minotaur                      | 4:31         |
| 17.                 | «Thru' These Architects Eyes»                 | Боуи, Гэбрелс                                                                  | Leon Blank                               | 4:22         |
| 18.                 | «Segue – Nathan Adler»                        | Боуи, Ино                                                                      | Detective Nathan Adler                   | 0:28         |
| 19.                 | «Strangers When We Meet»                      | Боуи                                                                           | Leon Blank                               | 5:07         |
| Общая длительность: | Общая длительность:                           | Общая длительность:                                                            | Общая длительность:                      | 74:36        |

### Earthling(ремастированная версия 2021 года)
Все тексты написаны Дэвидом Боуи, вся музыка написана Дэвидом Боуи, Ривзом Гэбрелсом и Марком Плати, за исключением отмеченных.
| №                   | Название                          | Музыка              | Длительность |
| ------------------- | --------------------------------- | ------------------- | ------------ |
| 1.                  | «Little Wonder»                   |                     | 6:02         |
| 2.                  | «Looking for Satellites»          |                     | 5:21         |
| 3.                  | «Battle for Britain (The Letter)» |                     | 4:48         |
| 4.                  | «Seven Years in Tibet»            | Боуи, Гэбрелс       | 6:22         |
| 5.                  | «Dead Man Walking»                | Боуи, Гэбрелс       | 6:50         |
| 6.                  | «Telling Lies»                    | Боуи                | 4:49         |
| 7.                  | «The Last Thing You Should Do»    |                     | 4:57         |
| 8.                  | «I’m Afraid of Americans»         | Боуи, Брайан Ино    | 5:00         |
| 9.                  | «Law (Earthlings on Fire)»        | Боуи, Гэбрелс       | 4:48         |
| Общая длительность: | Общая длительность:               | Общая длительность: | 48:57        |

### Hours(ремастированная версия 2021 года)
Слова и музыка всех песен — Дэвидом Боуи и Ривзом Гэбрелсом; за песни исключением «What's Really Happening?» — её текст написан Алексом Грантом.
| №                   | Название                              | Длительность |
| ------------------- | ------------------------------------- | ------------ |
| 1.                  | «Thursday's Child»                    | 5:24         |
| 2.                  | «Something in the Air»                | 5:46         |
| 3.                  | «Survive»                             | 4:11         |
| 4.                  | «If I’m Dreaming My Life»             | 7:04         |
| 5.                  | «Seven»                               | 4:04         |
| 6.                  | «What’s Really Happening?»            | 4:10         |
| 7.                  | «The Pretty Things Are Going to Hell» | 4:40         |
| 8.                  | «New Angels of Promise»               | 4:35         |
| 9.                  | «Brilliant Adventure»                 | 1:54         |
| 10.                 | «The Dreamers»                        | 5:14         |
| Общая длительность: | Общая длительность:                   | 47:06        |

### BBC Radio Theatre (концерт в Лондоне, 27 июня 2000 года)
Первый диск:
1. «Wild Is the Wind»
2. «Ashes to Ashes»
3. «Seven»
4. «This Is Not America»
5. «Absolute Beginners»
6. «Always Crashing in the Same Car»
7. «Survive»
8. «The London Boys»
9. «I Dig Everything»
10. «Little Wonder»

Второй диск:
1. «The Man Who Sold the World»
2. «Fame»
3. «Stay»
4. «Hallo Spaceboy»
5. «Cracked Actor»
6. «I’m Afraid of Americans»
7. «All the Young Dudes»
8. «Starman»
9. «'Heroes'»
10. «Let’s Dance»

### Toy
Слова и музыка всех песен — Дэвид Боуи.
| №                   | Название                        | Оригинальный альбом                                                                         | Длительность |
| ------------------- | ------------------------------- | ------------------------------------------------------------------------------------------- | ------------ |
| 1.                  | «I Dig Everything»              | сингл 1966 года, Early On (1964–1966)                                                       | 5:03         |
| 2.                  | «You’ve Got a Habit of Leaving» | сингл 1965 года, Early On (1964–1966)                                                       | 4:48         |
| 3.                  | «The London Boys»               | би-сайд сингла «Rubber Band» (1966 год), The World of David Bowie                           | 3:47         |
| 4.                  | «Karma Man»                     | The World of David Bowie                                                                    | 3:46         |
| 5.                  | «Conversation Piece»            | би-сайд сингла «The Prettiest Star», Five Years (1969–1973)                                 | 3:53         |
| 6.                  | «Shadow Man»                    | ранее не выпускалась; первоначально записана в 1971 году во время сессий для Ziggy Stardust | 4:40         |
| 7.                  | «Let Me Sleep Beside You»       | The World of David Bowie                                                                    | 3:14         |
| 8.                  | «Hole in the Ground»            | Conversation Piece (домашняя запись)                                                        | 3:32         |
| 9.                  | «Baby Loves That Way»           | би-сайд сингла «You've Got a Habit of Leaving», Early On (1964–1966)                        | 4:37         |
| 10.                 | «Can’t Help Thinking About Me»  | сингл 1966 года, Early On (1964–1966)                                                       | 3:25         |
| 11.                 | «Silly Boy Blue»                | David Bowie (1967)                                                                          | 5:35         |
| 12.                 | «Toy (Your Turn to Drive)»      | Nothing Has Changed (2014)                                                                  | 4:16         |
| Общая длительность: | Общая длительность:             | Общая длительность:                                                                         | 50:36        |

### Re:Call 5
Первый диск:
1. «Real Cool World» (Sounds from the Cool World версия из саундтрека фильма)
2. «Jump They Say» (7" version)
3. «Lucy Can’t Dance»
4. «Black Tie White Noise» (при участии Al B. Sure![англ.]) (Radio Edit)
5. «Don’t Let Me Down & Down» (Indonesian Vocal Version)
6. «Buddha of Suburbia» (Single Version) (при участии Ленни Кравица на гитаре)
7. «The Hearts Filthy Lesson» (Radio Edit)
8. «Nothing to Be Desired»
9. «Strangers When We Meet» (edit)
10. «Get Real»
11. «The Man Who Sold the World» (Live Eno Mix)
12. «I’m Afraid of Americans» (Showgirls Soundtrack Version)
13. «Hallo Spaceboy» (Pet Shop Boys Remix)
14. «I Am with Name» (Alternative Version)
15. «A Small Plot of Land» (Long Basquiat Soundtrack Version)

Второй диск:
1. «Little Wonder» (Edit)
2. «A Fleeting Moment» (aka Seven Years In Tibet — Mandarin Version)
3. «Dead Man Walking» (Edit)
4. «Seven Years in Tibet» (Edit)
5. «Planet of Dreams» — David Bowie and Gail Ann Dorsey
6. «I’m Afraid of Americans» (V1 — Edit)
7. «I Can’t Read» (The Ice Storm Long Version)
8. «A Foggy Day in London Town» — David Bowie and Angelo Badalamenti
9. «Fun» (BowieNet Mix)
10. «The Pretty Things Are Going to Hell» (Stigmata Soundtrack Version)
11. «Thursday’s Child» (Radio Edit)
12. «We All Go Through»
13. «No One Calls»

Третий диск:
1. «We Shall Go to Town»
2. «1917»
3. «The Pretty Things Are Going to Hell» (Edit)
4. «Thursday’s Child» (Omikron: The Nomad Soul Version)
5. «New Angels of Promise» (Omikron: The Nomad Soul Version)
6. «The Dreamers» (Omikron: The Nomad Soul Version)
7. «Seven» (Demo)
8. «Survive» (Marius de Vries mix)
9. «Something in the Air» (American Psycho Remix)
10. «Seven» (Marius de Vries Mix)
11. «Pictures of Lily»

## Чарты
| Чарт (2021)                       | Высшая позиция |
| --------------------------------- | -------------- |
| Австрия (Ö3 Austria)              | 35             |
| Бельгия/Фландрия (Ultratop)       | 33             |
| Бельгия/Валлония (Ultratop)       | 28             |
| Нидерланды (Album Top 100)        | 58             |
| Германия (Offizielle Top 100)     | 23             |
| Ирландия (IRMA)                   | 87             |
| Шотландия (Scottish Albums Chart) | 18             |
| Швейцария (Schweizer Hitparade)   | 40             |
| Великобритания (UK Albums Chart)  | 24             |